# Ceratozamia
Ceratozamia ist eine Pflanzengattung innerhalb der Palmfarne (Cycadales). Alle Arten sind im Anhang I des Washingtoner Artenschutz-Übereinkommens (CITES) gelistet.

## Beschreibung

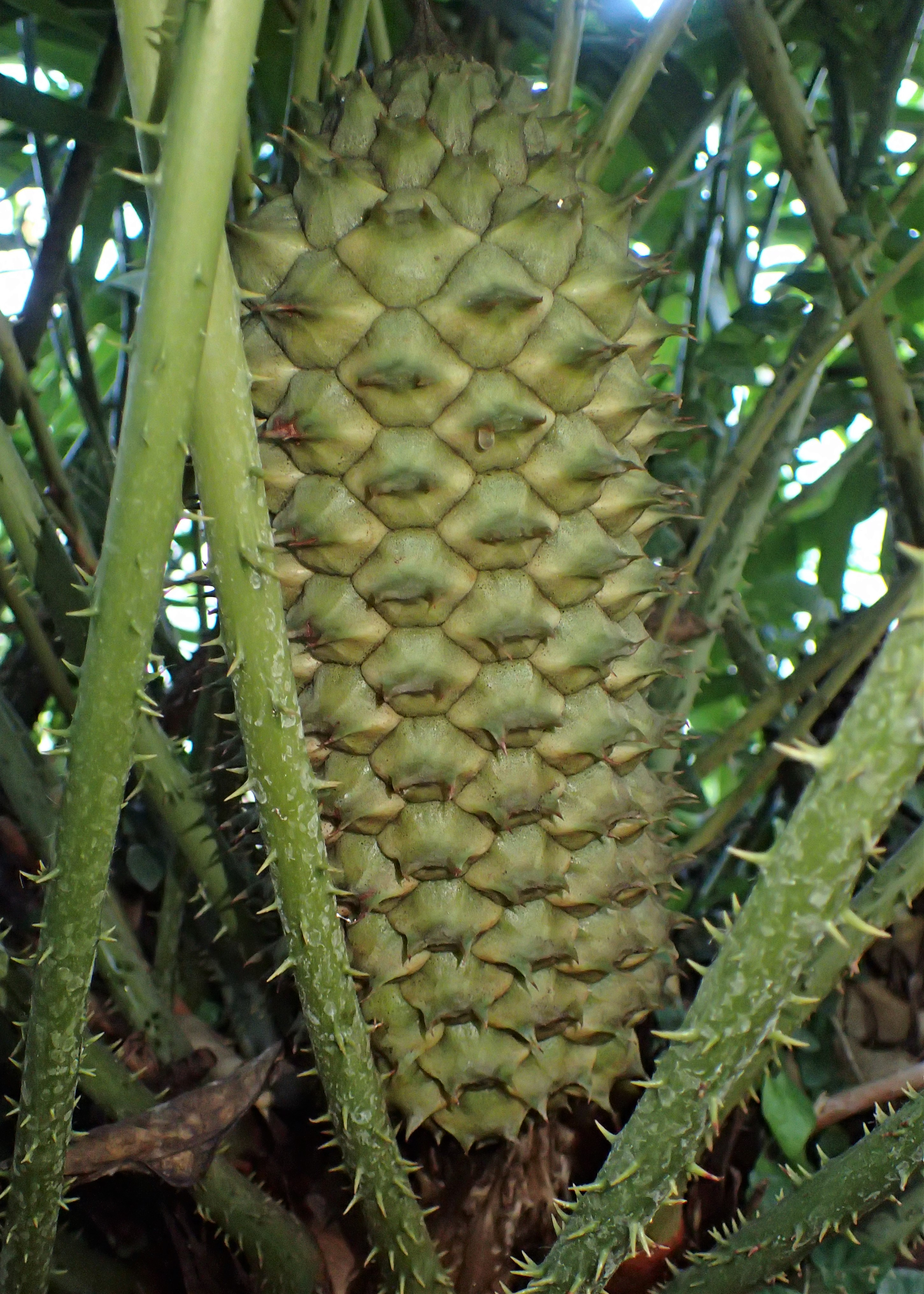
Ceratozamia mexicana

### Vegetative Merkmale
Bei den Ceratozamia-Arten bleiben Stämme, auch bei der größten Art, meist unter 1 Meter hoch. Sehr selten werden sie 2 Meter hoch. Arten mit hohen Stämmen sind meist niederliegend oder hängend, seltener aufrecht. Bei den meisten Arten ist der Stamm kurz zylindrisch, aufrecht oder schräg. Bei ihnen ist der Stamm meist unterirdisch, nur die Krone ist oberirdisch. Die holzigen Stämme sind von den alten Blattbasen bedeckt, ein Unterscheidungsmerkmal gegenüber Zamia.
Die Blätter sind hinsichtlich Länge, Breite und Anzahl variabel. Die Zwergarten haben ein bis fünf Blätter, die größeren Arten große Kronen mit bis zu drei Meter langen und einen Meter breiten Blättern. Die Blattstiele sind meist mit langen und manchmal hakigen Dornen bewehrt. Manche der Zwergarten sind jedoch völlig unbewehrt. Die Blattränder sind ganzrandig. In seltenen Fällen sind sie durch Verletzungen während des Blattwachstums zerschlitzt. Die wachsenden Blätter sind teilweise braun oder purpur-braun, die Farbe bleibt in reifen Blättern teilweise an der Rhachis oder der Blattunterseite erhalten. Die Blätter von Jungpflanzen sind von denen erwachsener Pflanzen stark unterschieden.

### Generative Merkmale
Ceratozamia-Arten sind zweihäusig getrenntgeschlechtig (diözisch).
Die Zapfen beider Geschlechter tragen an jedem Sporophyll zwei Hörner. Dieses Merkmal, das die Gattung von den anderen Palmfarnen unterscheidet, spiegelt sich auch im Gattungsnamen wider: griechisch ceratos ist das Horn.
Die Sarkotesta der Samen ist nicht auffallend gefärbt.
Die Chromosomenzahl ist 2n = 18.

## Standorte
Ceratozamia-Arten wachsen in Schluchten und an steilen Hängen meist im tiefen Schatten. Die Standorte sind meist feucht bis nass, die Feuchtigkeit stammt dabei von Flüssen, Nebel oder Regen von den Wolken, die an den Hängen der Küstengebirge hängenbleiben. Sie wachsen vom Meeresniveau bis in Höhenlagen von 2500 Metern. Sie sind dadurch recht kältetolerant, viele Arten überstehen auch leichte Fröste. Viele Arten wachsen in Kiefern-Eichen-Wäldern. Manche Arten dringen jedoch auch in Wüstengebiete vor.

## Systematik und Verbreitung

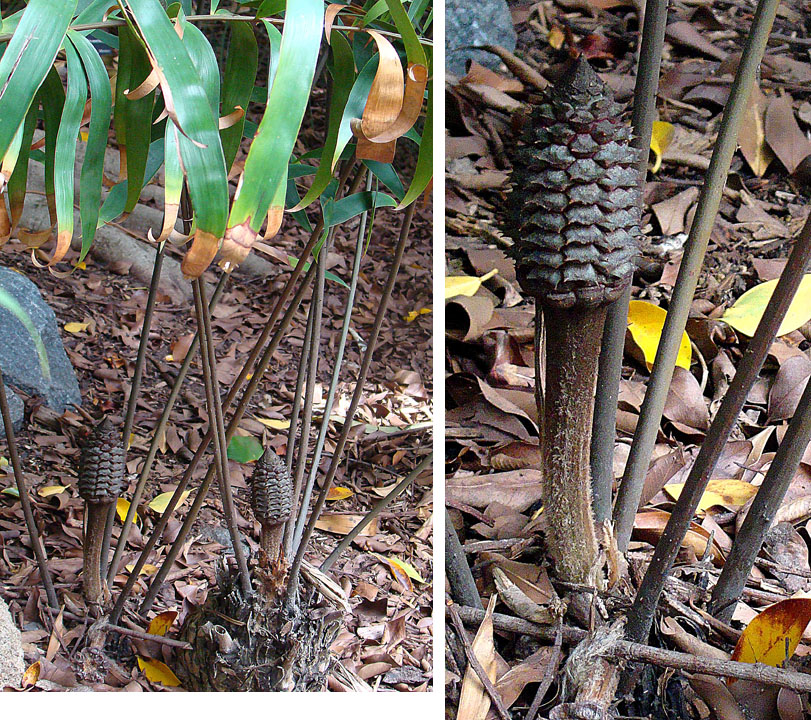
Ceratozamia hildae

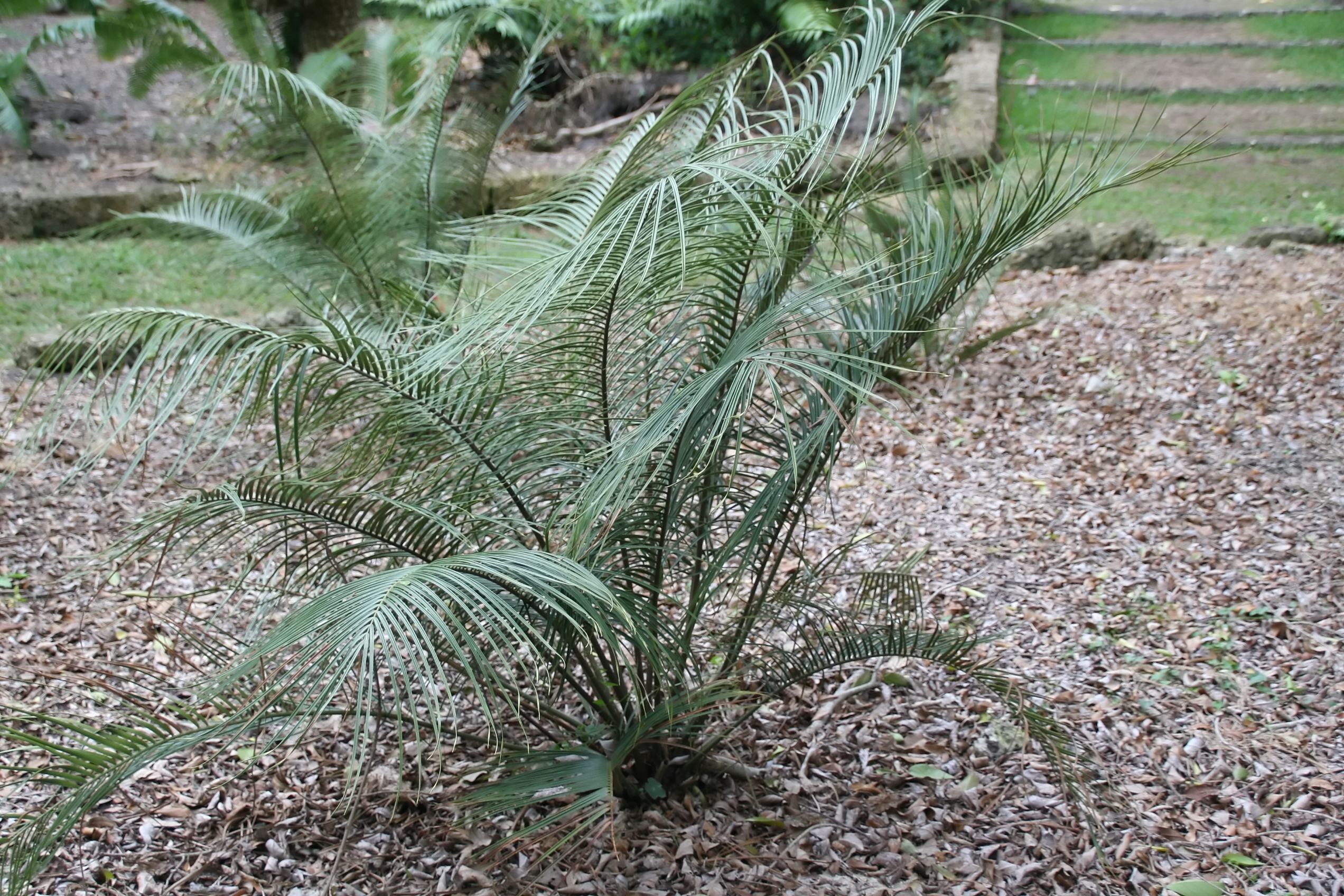
Ceratozamia kuesteriana

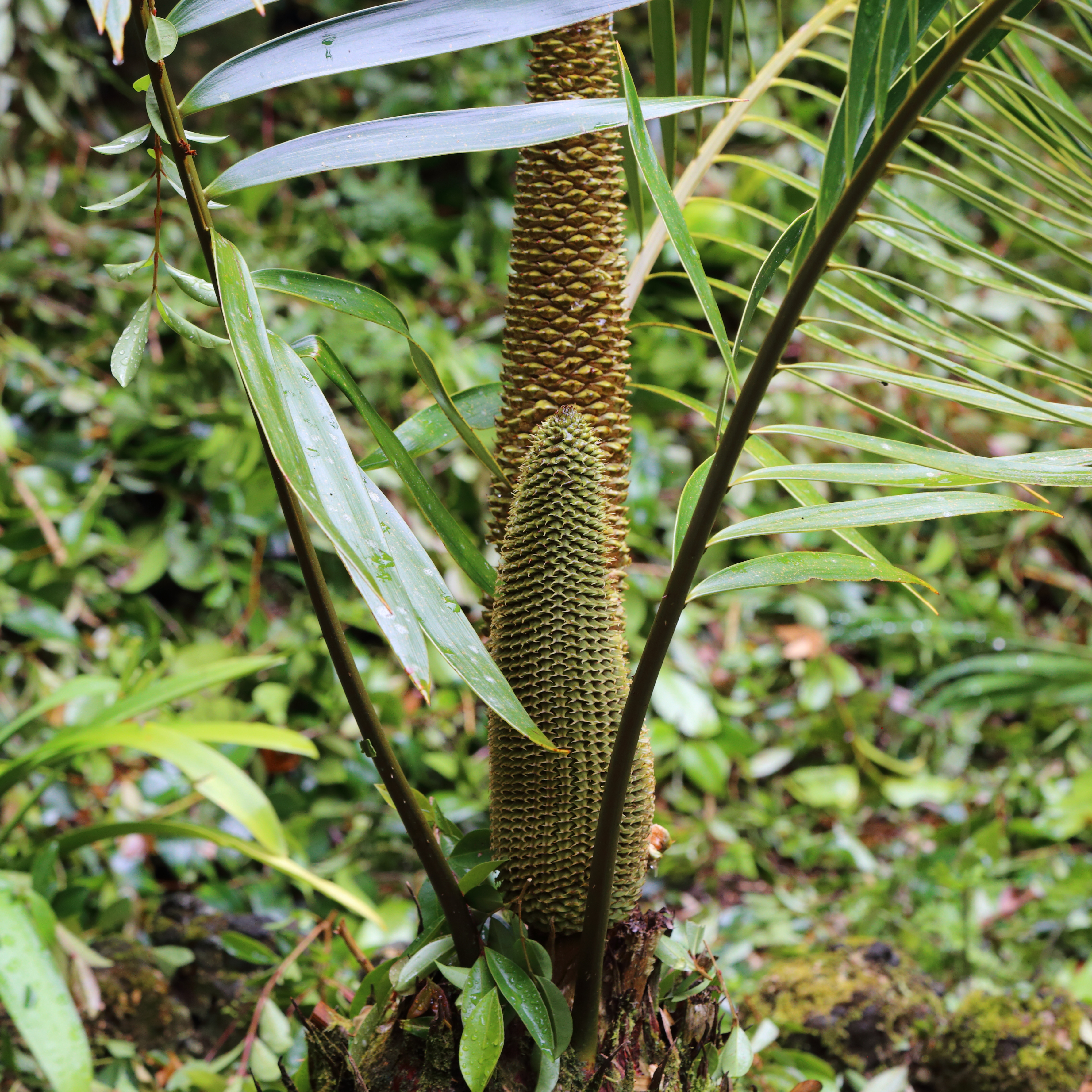
Ceratozamia latifolia

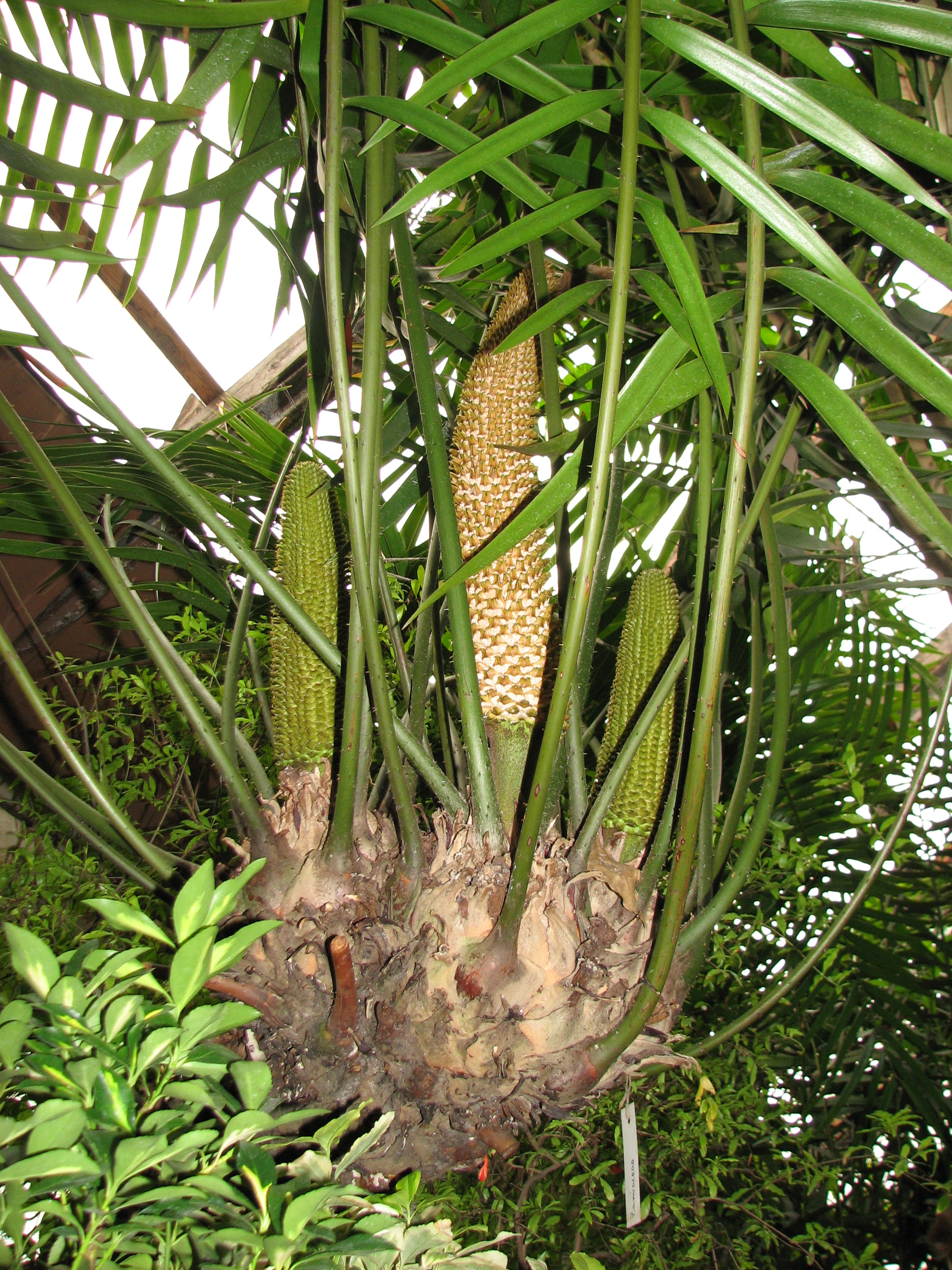
Ceratozamia mexicana

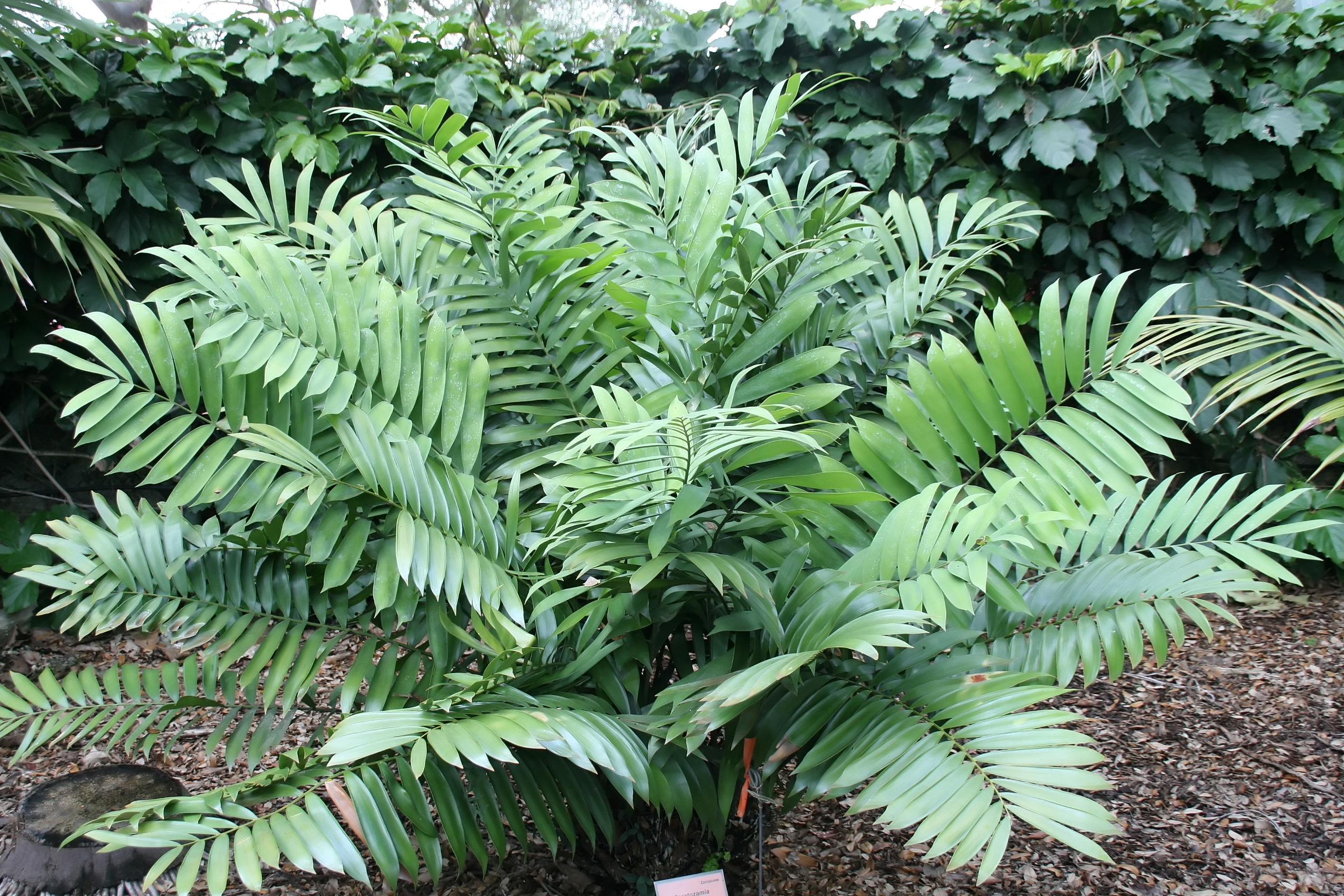
Ceratozamia miqueliana

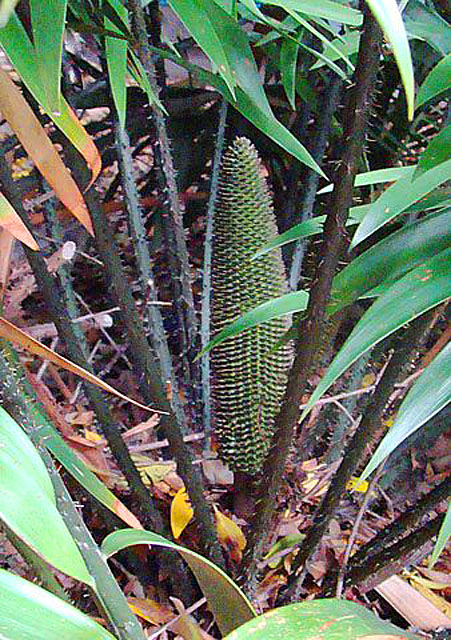
Ceratozamia robusta

Die Gattung Ceratozamia wurde 1846 durch Adolphe Brongniart in Annales des Sciences Naturelles; Botanique. 3. Serie, Band 5, 1846, Seite 7 aufgestellt. Die Typusart ist Ceratozamia mexicana Brongn.. Ein Synonym für Ceratozamia Brongn. ist Dipsacozamia Lehm.
Die Gattung Ceratozamia ist in der Neotropis verbreitet. Die meisten Arten kommen in Mexiko vor. Einige Populationen gibt es auch in Belize, Guatemala und Honduras. Hauptsächlich gedeihen sie in den beiden Küstengebirgen, Sierra Madre Oriental und Sierra Madre Occidental vor. Die Arten, die auch außerhalb Mexikos vorkommen, sind Ceratozamia hondurensis, die nur in Honduras vorkommt, Ceratozamia matudae, die außer in Mexiko auch im östlichen Guatemala vorkommt und Ceratozamia robusta, die in Mexiko, Guatemala sowie Belize beheimatet ist.
Von Whitelock wurden 2002 20 Arten angeführt. Seitdem wurde viele weitere Arten erstbeschrieben. Es gibt etwa 30 Arten (Stand 2017):
- Ceratozamia alvarezii Pérez-Farr., Vovides & Iglesias: Sie kommt nur im mexikanischen Bundesstaat Chiapas vor.[2]
- Ceratozamia becerrae Pérez-Farr., Vovides & Schutzman: Sie wurde 2004 erstbeschrieben und kommt in den mexikanischen Bundesstaaten Chiapas und Tabasco vor.[2]
- Ceratozamia brevifrons Miq.: Sie kommt im mexikanischen Bundesstaat Veracruz vor.[2]
- Ceratozamia chamberlainii Mart.-Domínguez, Nic.-Mor. & D.W.Stev.: Sie wurde 2017 aus dem nordöstlichen Mexiko erstbeschrieb.[2]
- Ceratozamia chimalapensis Pérez-Farr. & Vovides: Sie wurde 2008 aus dem mexikanischen Bundesstaat Oaxaca erstbeschrieben.[2]
- Ceratozamia decumbens Vovides: Sie wurde 2008 aus dem mexikanischen Bundesstaat Veracruz erstbeschrieben.[2]
- Ceratozamia delucana Vázq.Torres, A.Moretti & Carv.-Hern.: Sie wurde 2013 aus dem mexikanischen Bundesstaat Veracruz erstbeschrieben.[2]
- Ceratozamia euryphyllidia Vázq.Torres, Sabato & D.W.Stev.: Sie kommt in den mexikanischen Bundesstaaten Veracruz und Oaxaca vor.[2]
- Ceratozamia fuscoviridis S.Moore: Sie kommt im mexikanischen Bundesstaat Hidalgo vor.[2]
- Ceratozamia hildae G.P.Landry & M.C.Wilson: Sie kommt in den mexikanischen Bundesstaaten Querétaro und San Luis Potosí vor.[2]
- Ceratozamia hondurensis J.L.Haynes, Whitelock, Schutzman & R.S.Adams: Sie wurde 2008 aus Honduras erstbeschrieben.[2]
- Ceratozamia huastecorum Avendaño, Vovides & Cast.-Campos: Sie wurde 2003 aus dem mexikanischen Bundesstaat Veracruz erstbeschrieben.[2]
- Ceratozamia kuesteriana Regel: Sie kommt nur im mexikanischen Bundesstaat Tamaulipas vor.[2]
- Ceratozamia latifolia Miq. (Syn.: Ceratozamia microstrobila Vovides & J.D.Rees): Sie kommt in den mexikanischen Bundesstaaten Querétaro und San Luis Potosí vor.[2]
- Ceratozamia matudae Lundell: Sie kommt in den mexikanischen Bundesstaaten Oaxaca und Chiapas und im  östlichen Guatemala vor.[2]
- Ceratozamia mexicana Brongn.: Es gibt zwei Varietäten:[2]
  - Ceratozamia mexicana Brongn. var. mexicana (Syn: Ceratozamia intermedia Miq., Ceratozamia longifolia Miq., Ceratozamia purpurea Matte, Ceratozamia mexicana var. longifolia (Miq.) Dyer, Ceratozamia mexicana var. vulgaris J.Schust.): Dieser Endemit kommt im nur im nördlichen-zentralen mexikanischen Bundesstaat Veracruz vor.[2]
  - Ceratozamia mexicana var. tenuis Dyer: Sie kommt im nur im zentralen mexikanischen Bundesstaat Veracruz vor.[2]
- Ceratozamia miqueliana H.Wendl. (Syn.: Ceratozamia mexicana var. miqueliana (H.Wendl.) J.Schust.): Sie kommt in den mexikanischen Bundesstaaten Veracruz, Tabasco und Chiapas vor.[2]
- Ceratozamia mirandae Vovides, Pérez-Farr. & Iglesias: Sie kommt nur im mexikanischen Bundesstaat Chiapas vor.[2]
- Ceratozamia mixeorum Chemnick, T.J.Greg. & Salas-Mor.: Dieser Endemit kommt in der Sierra Mixes im mexikanischen Bundesstaat Oaxaca vor.[2]
- Ceratozamia morettii Vázq.Torres & Vovides: Sie kommt nur im mexikanischen Bundesstaat Veracruz vor.[2]
- Ceratozamia norstogii D.W.Stev.: Sie kommt in den mexikanischen Bundesstaaten Oaxaca und Chiapas vor.[2]
- Ceratozamia robusta Miq. (Syn.: Ceratozamia mexicana var. robusta (Miq.) Dyer): Sie kommt in den mexikanischen Bundesstaaten Veracruz, Oaxaca und Chiapas, in Belize und Guatemala vor.[2]
- Ceratozamia sabatoi Vovides, Vázq.Torres, Schutzman & Iglesias: Sie kommt in den mexikanischen Bundesstaaten Querétaro und Hidalgo vor.[2]
- Ceratozamia santillanii Pérez-Farr. & Vovides: Sie wurde 2009 aus dem mexikanischen Bundesstaat Chiapas erstbeschrieben.[2]
- Ceratozamia subroseophylla Mart.-Domínguez & Nic.-Mor.: Sie wurde 2016 aus dem mexikanischen Bundesstaat Veracruz erstbeschrieben.[2]
- Ceratozamia totonacorum Mart.-Domínguez & Nic.-Mor.: Sie wurde 2017 aus dem mexikanischen Bundesstaat Puebla erstbeschrieben.[2]
- Ceratozamia vovidesii Pérez-Farr. & Iglesias: Sie wurde 2007 aus dem mexikanischen Bundesstaat Chiapas erstbeschrieben.[2]
- Ceratozamia whitelockiana Chemnick & T.J.Greg.: Sie kommt nur im mexikanischen Bundesstaat Oaxaca vor.[2]
- Ceratozamia zaragozae Medellín: Dieser Endemit kommt in der Sierra de la Equiteria im mexikanischen Bundesstaat San Luis Potosí vor.[2]
- Ceratozamia zoquorum Pérez-Farr., Vovides & Iglesias: Sie kommt nur im mexikanischen Bundesstaat Chiapas vor.[2]